# Magic Johnson
Magic Johnson (właśc. Earvin Johnson Jr.; ur. 14 sierpnia 1959 w Lansing) – amerykański koszykarz, grający w drużynie Los Angeles Lakers w latach 80. i na początku 90. XX wieku. Po zdobyciu tytułów mistrzowskich w szkole średniej i w college’u, Johnson został wybrany z pierwszym numerem w drafcie NBA 1979 przez Los Angeles Lakers. Był pierwszym graczem wybranym z pierwszym numerem draftu, mimo że nie ukończył jeszcze studiów. W swym debiutanckim sezonie zdobył mistrzostwo i nagrodę najbardziej wartościowego gracza finałów NBA. W latach 80. zdobył kolejne cztery tytuły z Lakersami. Na sportową emeryturę odszedł nagle w 1991 po tym, jak ogłosił, że uległ zakażeniu wirusem HIV, ale powrócił w 1992 na mecz gwiazd, gdzie otrzymał nagrodę MVP. Po protestach niektórych zawodników ponownie zakończył karierę, by powrócić raz jeszcze w 1996 roku, w wieku 37 lat, rozgrywając 32 mecze w zespole Lakers i po raz trzeci i ostatni odejść od uprawiania zawodowego sportu.
Na osiągnięcia Johnsona składają się trzy nagrody MVP sezonu zasadniczego, dziewięć występów w finałach NBA, dwanaście występów w meczu gwiazd i dziesięć nominacji do pierwszej i drugiej piątki NBA. Czterokrotnie notował w sezonach zasadniczych najwięcej podań i jest liderem klasyfikacji wszech czasów NBA w liczbie asyst zdobywanych w meczu, ze średnią 11,2. Johnson był także członkiem „Dream Teamu”, czyli amerykańskiej reprezentacji, która zdobyła złoty medal olimpijski na igrzyskach w Barcelonie w 1992.
W 1996 został wyróżniony jako członek grona 50 najlepszych koszykarzy w historii NBA, a w 2002 dołączył do koszykarskiej galerii sław. W 2007 roku został wybrany najlepszym rozgrywającym w historii przez ESPN. Jego przyjaźń i rywalizacja z gwiazdą Boston Celtics Larrym Birdem, którego spotykał w finałach NCAA w 1979, a także podczas trzykrotnych potyczek w finałach NBA stała się klasykiem światowej koszykówki. Od czasu zakończenia kariery Johnson prowadzi działalność na rzecz profilaktyki przeciw HIV, a także jest przedsiębiorcą i filantropem.

## Kariera amatorska

### Wczesne lata (do 1977)
Earvin Johnson Jr. urodził się jako syn Earvina Sr., pracownika montażu w koncernie General Motors i Christine, szkolnej portierki. Dorastał w Lansing i już jako młody człowiek pokochał koszykówkę, mając za idoli takich zawodników jak Earl Monroe, czy Marques Haynes.
Johnson po raz pierwszy otrzymał przydomek „Magic” w wieku 15 lat, gdy jako drugoroczniak grając dla Everett High School w Lansing zanotował triple-double zdobywając 36 punktów, 18 zbiórek i 16 asyst. Po meczu Fred Stabley Jr., dziennikarz Lansing State Journal obdarzył Johnsona tym pseudonimem, pomimo przekonań matki, chrześcijanki, uważającej to za świętokradztwo. W ostatnim sezonie w szkole średniej Johnson poprowadził Lansing do rekordowego bilansu spotkań: 27 zwycięstw i 1 porażki, notując średnio 28,8 punktów oraz 16,8 zbiórek na mecz i wygrywając po dogrywce mecz o mistrzostwo stanu Michigan.

### Michigan State University (1977–1979)
Chociaż Johnson mógł dostać się do najlepszych uczelni, takich jak Indiana, czy UCLA to jednak zdecydował się grać w pobliżu domu. Wybór ograniczył do dwóch uczelni: University of Michigan i Michigan State University. Ostatecznie w 1977 zdecydował się na Michigan State, gdy tamtejszy trener, Jud Heathcote poinformował Johnsona, że mógłby grać na pozycji rozgrywającego.
Johnson początkowo nie dążył do robienia profesjonalnej kariery, zamiast tego skupiając się na specjalizacji studiów z komunikacji i na pragnieniu, aby zostać komentatorem telewizyjnym. Grając z przyszłymi uczestnikami draftu, Gregiem Kelserem, Jayem Vincentem i Mikiem Brkovichem, Johnson zdobywał średnio 17 punktów, 7,9 zbiórek oraz 7,4 asyst na mecz jako pierwszoroczniak i prowadził zespół Michigan State Spartans do bilansu 25–5, zdobywając tytuł Big Ten Conference. Dodatkowo zespół z Michigan w zmaganiach o mistrzostwo NCAA dotarł do finałowej ósemki, przegrywając jednak z przyszłymi mistrzami, Kentucky Wildcats.
Podczas sezonu 1978–1979, Michigan State ponownie zakwalifikowali się do fazy pucharowej rozgrywek NCAA, gdzie awansowali do pojedynku finałowego, napotykając Indiana State University prowadzone przez Larry’ego Birda. W tym najlepiej oglądanym spotkaniu w historii uniwersyteckiej koszykówki Michigan zwyciężyło 75–64, a Johnson został wybrany najbardziej wartościowym graczem final four. Po dwóch latach w college’u, w których zdobywał średnio 17,1 punktów, 7,6 zbiórek i 7,9 asyst, zgłosił się do draftu w 1979.

## Kariera zawodowa

### Pierwszy sezon w NBA (1979–1980)
Johnson został wybrany w drafcie z numerem pierwszym przez Los Angeles Lakers w 1979 roku. Johnson powiedział, że najbardziej niesamowitą rzeczą w Lakers była możliwość gry wspólnie z Kareemem Abdulem Jabbarem, centrem drużyny, który został najlepiej punktującym koszykarzem w historii ligi. Mimo indywidualnych osiągnięć Abdul Jabbar nie wygrał mistrzostwa z Lakers, więc Johnson miał mu w tym celu pomóc. Zdobywał średnio 18 punktów, 7,7 zbiórek i 7,3 asyst na mecz w debiutanckim sezonie, co sprawiło, że został wybrany do All-NBA Rookie Team, a także wystąpił jako podstawowy gracz w meczu gwiazd. Zajął też drugie miejsce w głosowaniu na debiutanta roku NBA.
Lakers zakończyli sezon zasadniczy z bilansem 60–22 i dotarli do finałów NBA, gdzie stanęli naprzeciw drużyny Philadelphia 76ers, prowadzonej przez skrzydłowego, Juliusa Ervinga. Lakers prowadzili w finałach 3–2, ale Kareem Abdul Jabbar, który w tej serii zdobywał średnio po 33 punkty, skręcił kostkę w spotkaniu numer 5 i w szóstym meczu nie mógł wystąpić. Paul Westhead zdecydował się wystawić Johnsona na pozycji centra. „Magic” zdobył 42 punkty, 15 zbiórek, 7 asyst i 3 przechwyty meczu wygranym przez Lakers 123–107, grając na pozycjach obrońcy, skrzydłowego i centra w poszczególnych momentach pojedynku. Johnson został jedynym debiutantem, który wygrał nagrodę MVP finałów, a jego kluczowy występ jest ciągle uznawany za jeden z najlepszych w historii. Został także jednym z czterech zawodników, którzy wygrali mistrzostwo NCAA i NBA w dwóch kolejnych latach.

### Wzloty i upadki (1980–1983)
We wczesnej fazie sezonu 1980/1981 Johnson został odsunięty od gry po tym, jak naderwał chrząstkę w lewym kolanie. Opuścił 45 gier, a później mówił, że rehabilitacja była najbardziej dołującym doświadczeniem w jego życiu. Johnson powrócił przed rozpoczęciem fazy play-off w 1981, ale ówczesny asystent i przyszły trener Lakers, Pat Riley mówił później, że długo oczekiwany powrót Johnsona sprawił, że w drużynie doszło do wewnętrznych podziałów. Drużyna z Los Angeles w sezonie regularnym odniosła 54 zwycięstwa i w drugiej rundzie play-off spotkała się z mającymi bilans 40–42 Houston Rockets, przegrywając rywalizację 2–1, po tym gdy Johnson nie trafił rzutu w ostatniej sekundzie meczu numer 3.
Podczas przerwy między sezonowej Johnson podpisał 25-letni kontrakt wart 25 milionów dolarów. Stał się wówczas najlepiej opłacanym zawodnikiem w historii sportu. Na początku sezonu 1981–1982 Johnson prowadził z Westheadem spór, zarzucając trenerowi, że prowadzi zespół, który gra wolno i w przewidywalny sposób. Po tym jak Johnson domagał się transferu, właściciel Lakers, Jerry Buss zwolnił Westheada i zastąpił go Rileyem. Chociaż Johnson nie ponosił odpowiedzialności za zwolnienie Westheada to był wygwizdywany na meczach ligi, nawet przez fanów Lakers. Pomimo swych pozaboiskowych kłopotów Johnson ze średnimi 18,6 punktów, 9,6 zbiórek, 9,5 asyst i, najlepszymi w lidze, 2,7 przechwytów na mecz został wybrany do drugiej piątki All-NBA Team. Dołączył również do Wilta Chamberlaina i Oscara Robertsona, jedynych koszykarzy NBA, którzy osiągnęli 700 punktów, 700 zbiórek i 700 asyst w jednym sezonie. Lakers awansowali do play-offów w 1982 roku i stanęli po raz drugi w ciągu trzech lat naprzeciw Philadelphi 76ers. Po trible-double zaliczonym przez Johnsona w meczu nr 6, Lakers pokonali Sixers 4–2, a „Magic” zdobył swoją drugą statuetkę MVP finałów. Podczas serii przeciw Sixers Johnson miał średnio 16,2 punktów, przy 53,3% skuteczności rzutów, 10,8 zbiórek, 8 asyst i 2,5 przechwytów na mecz. Johnson mówił później, że jego trzeci sezon w Lakers był pierwszym, w którym jego zespół stał się wielką drużyną, przypisując sukcesy Rileyowi.
Podczas sezonu 1982/1983 średnie wyniki Johnsona wynosiły 16,8 punktów, 10,5 asyst i 8,6 zbiórek na mecz i po raz pierwszy nominowano go do podstawowej piątki All-NBA Team. Los Angeles Lakers znów dotarli do finału w 1983 i po raz trzeci zmierzyli się w nim z Sixers, którym przewodzili center, Moses Malone oraz Julius Erving. Z partnerami z drużyny Johnsona, Normem Nixonem, Jamesem Worthym i Bobem McAdoo, którzy zmagali się z kontuzjami Lakers zostali pokonani przez Sixers 4–0, a Malone zdobył tytuł MVP finałów. W przegranych meczach Johnson notował średnio 19 punktów, przy 40,3 procentach skuteczności, a także 12,5 asyst i 7,8 zbiórek.

### Mecze przeciw Celtics (1983–1987)
W swoim piątym sezonie w Lakers Johnson osiągał średnio double-double, mając 17,6 punktów, 13,1 asyst, a także 7,3 zbiórek. Lakers zagrali w finałach NBA po raz trzeci z rzędu, gdzie spotkali się z Boston Celtics, na czele z Larrym Birdem. Zespół z Los Angeles rywalizował wówczas z drużyną z Bostonu po raz pierwszy, od kiedy ich zawodnikiem został Johnson. Lakers wygrali pierwszy mecz i prowadzili w drugim na 18 sekund przed końcem dwoma punktami, ale Gerald Henderson doprowadził do remisu, a Johnson nie trafił rzutu równo z końcową syreną. W dogrywce lepsi okazali się Celtics, wygrywając 124–121. W trzecim meczu Johnson zaliczył 21 asyst w wygranej nad Celtics 137–104, ale w meczu nr 4 znów popełnił kilka kluczowych błędów w końcówce. W ostatniej minucie gry Johnson przechwycił piłkę Robertowi Parishowi, ale nie trafił dwóch rzutów wolnych na wagę zwycięstwa, po czym Celtics wygrali w dogrywce. W dwóch następnych spotkaniach zespoły podzieliły zwycięstwa między sobą. W decydującym pojedynku nr 7 w Bostonie, gdy na minutę przed końcem Lakers przegrywali 3 punktami, obrońca Celtics Dennis Johnson zabrał piłkę „Magicowi” i ostatecznie mistrzami NBA zostali koszykarze z Bostonu. W serii z Bostonem Johnson notował średnio 18 punktów przy 56% skuteczności rzutów, a także 13,6 asyst i 7,7 zbiórek na mecz.
W kolejny sezonie zasadniczym Johnson uzbierał średnią 18,3 punktów, 12,6 asyst i 6,2 zbiórek na mecz, prowadząc Lakers do finałów NBA, w których po raz drugi z rzędu ich przeciwnikami byli Boston Celtics. Lakers w pierwszym spotkaniu stracili 148 punktów, zdobywając o 34 punkty mniej. Kluczową rolę w dalszej fazie rywalizacji odegrał 38-letni wówczas Abdul Jabbar, który rzucił w drugim meczu 30 punktów i zebrał 17 piłek, a w meczu nr 5 zdobył 36 punktów, co dało prowadzenie zespołowi z Los Angeles 3–2. Po zwycięstwie w finałach nad Celtics w sześciu meczach Abdul Jabbar i Johnson mający w finałach średnio 18,3 punktów przy 49,4% skuteczności, a także notujący 14 asyst i 6,8 zbiórek mówili, iż było to najważniejsze zwycięstwo w ich karierze. W plebiscycie na MVP sezonu zajął drugie miejsce.
Średnie Johnsona w sezonie 1985/1986 ponownie kształtowały się na poziomie double-double z 18,8 punktów, 12,6 asyst i 5,9 zbiórek na mecz. Lakers awansowali do finałów Konferencji Zachodniej, ulegając jednak w pięciu meczach Houston Rockets. W następnym sezonie Johnson osiągnął najwyższą w karierze średnią punktów równą 23,9, miał także średnio 12,2 asyst i 6,3 zbiórek na mecz. Otrzymał swoją pierwszą nagrodę MVP sezonu zasadniczego. Lakers po raz trzeci w latach 80. rywalizowali z Celtics w finałach NBA. W czwartym meczu serii finałowej Johnson trafił rzutem hakiem w ostatniej sekundzie ponad Robertem Parishem i Kevinem McHalem zapewniając wygraną swojemu zespołowi 107 do 106. Zwycięski rzut hakiem pomógł zespołowi z Los Angeles pokonać Boston w sześciu spotkaniach. „Magic” został nagrodzony trzecią statuetką MVP finałów. W serii zdobywał średnio 26,2 punktów przy 54,1% skuteczności, jak również 13 asyst, 8 zbiórek i 2,33 przechwytów na mecz.

### Obrona tytułu i następne lata (1987–1991)
Przed sezonem 1987/1988 trener Lakers, Pat Riley publicznie obiecał obronę tytułu mistrzowskiego, mimo iż żaden zespół od czasów Celtics w 1969 roku nie zdobył dwóch tytułów z rzędu. Johnson miał kolejny udany sezon ze średnimi 19,6 punktów, 11,9 asyst i 6,9 zbiórek na mecz. W fazie play-off 1988 roku Lakers dwukrotnie grali serie spotkań trwające siedem meczów. Wygrali 4–3 najpierw z Utah Jazz, a później z Dallas Mavericks, by w finale natrafić na Detroit Pistons, nazywanych wówczas „Bad Boys”, ze względu na ich fizyczny styl gry. W pierwszych sześciu meczach serii finałowej oba zespoły podzieliły między sobą zwycięstwa. W siódmym, decydującym meczu skrzydłowy Lakers, a jednocześnie MVP tych finałów, James Worthy zaliczył pierwsze w karierze triple-double zdobywając 36 punktów, 16 zbiórek, 10 asyst i poprowadził swoją drużynę do zwycięstwa 108–105. Mimo że Johnson nie został wybrany MVP, to zdobywał średnio 21,1 punktów przy 55 procentowej skuteczności rzutów, a także dokładając 13 asyst i 5,7 zbiórek na mecz.
W sezonie 1988/1989 średnie Johnsona na mecz na poziomie 22,5 punktów, 12,8 asyst i 7,9 zbiórek zapewniły mu drugą nagrodę MVP sezonu zasadniczego w karierze, a Lakers awansowali do finałów NBA, w których ponownie zmierzyli się z Detroit Pistons. Jednak po absencji Johnsona od meczu nr 2, w którym zerwał ścięgno udowe, Lakers nie byli w stanie rywalizować skutecznie z Pistons i przegrali 4-0.
Grając po raz pierwszy w swej karierze w NBA bez Kareema Abdula Jabbara, który odszedł na emeryturę, Johnson zdobył swoją trzecią nagrodę MVP sezonu zasadniczego 1989/1990. Średnie Johnsona wynosiły 22,3 punktów, 11,5 asyst i 6,6 zbiórek na mecz. Lakers odpadli jednak w półfinale Konferencji Zachodniej, ulegając Phoenix Suns i osiągając najsłabszy wynik od 9 lat. Johnson dobrze prezentował się podczas sezonu 1990/1991, kiedy osiągał średnio 19,4 punktów, 12,5 asyst i 6,6 zbiórek na mecz, a Lakers dotarli do finałów NBA. Natrafili tam na Chicago Bulls prowadzonych przez Michaela Jordana, wówczas pięciokrotnego króla strzelców ligi, uznawanego za najlepszego gracza swojej epoki. Chociaż serię przedstawiano jako pojedynek między Johnsonem a Jordanem, to skutecznie przeciw „Magicowi” bronił skrzydłowy Bulls, Scottie Pippen. Mimo dwóch meczów, w których Johnson zdobył triple-double, Michael Jordan, MVP finałów poprowadził swój zespół do zwycięstwa 4–1. W ostatniej finałowej serii w karierze Johnson zdobywał średnio 18,6 punktów przy 43,1% skuteczności, a także miał 12,4 asyst i 8 zbiórek na mecz. Zajął też drugie miejsce w głosowaniu na MVP sezonu.

### Ogłoszenie zakażenia wirusem HIV i Igrzyska Olimpijskie 1992 (1991-1992)
Po badaniach fizykalnych przed sezonem 1991/1992 odkrył, że jego test na obecność wirusa HIV był pozytywny. Na konferencji prasowej 7 listopada 1991 roku ogłosił, że przechodzi natychmiast na sportową emeryturę. Oświadczył, że jego żona Cookie i ich nienarodzone dziecko nie ma HIV oraz dodał, że poświęci resztę życia na walkę z chorobą. Początkowo twierdził, że nie wiedział, w jaki sposób zakaził się wirusem, ale później ujawnił, że stało się to przez posiadanie wielu partnerek seksualnych podczas kariery koszykarskiej. Jako że w tamtym czasie jedynie niewielki procent zakażonych HIV nabywało tego wirusa za pośrednictwem kontaktów heteroseksualnych, krążyły pogłoski, iż Johnson był gejem lub biseksualistą, czemu on sam zaprzeczał. Oskarżał Isiaha Thomasa o rozgłaszanie takich pogłosek za wynagrodzeniem, czemu ten jednak zaprzeczał. Ogłoszenie przez Johnsona zakażenia wirusem HIV było główną wiadomością w Stanach Zjednoczonych, a w 2004 roku zostało uznane przez ESPN za siódme najbardziej pamiętne wydarzenie ostatnich 25 lat. Johnson w wielu artykułach prasowych był chwalony jako bohater, a były prezydent Stanów Zjednoczonych George H.W. Bush powiedział: Dla mnie Magic jest bohaterem, bohaterem dla każdego, kto kocha sport.
Johnson mimo przejścia na emeryturę został wybrany przez fanów do pierwszej piątki drużyny Zachodu na mecz gwiazd w 1992, chociaż jego byli partnerzy z drużyny, Byron Scott i A.C. Green, mówili, że „Magic” nie powinien grać. Kilku graczy NBA, w tym m.in. skrzydłowy Utah Jazz Karl Malone, twierdziło, że będą narażeni na zakażenie, jeśli Johnson dozna otwartej rany w trakcie gry. Johnson poprowadził Zachód do zwycięstwa 153–113 i został wybrany MVP meczu po zdobyciu 25 punktów, 9 asyst i 5 zbiórek. Spotkanie zakończył trafiony przez Johnsona rzut za trzy punkty w ostatniej minucie, po którym zawodnicy obu drużyn gratulowali „Magicowi” występu.
Johnson został wybrany do udziału w igrzyskach olimpijskich w reprezentacji Stanów Zjednoczonych, zwanej „Dream Teamem”. Podczas turnieju, który drużyna USA wygrała, Johnson grał rzadko z powodu problemów z kolanem, otrzymywał jednak od publiczności owacje na stojąco i wykorzystał to jako możliwość inspiracji dla ludzi zakażonych wirusem HIV.

### Po igrzyskach (1992–1996)
Przed sezonem 1992/1993 Johnson ogłosił zamiar powrotu do NBA. Po treningach i meczach przedsezonowych powrócił na sportową emeryturę przed rozpoczęciem rundy zasadniczej, powołując się na kontrowersje jakie ewentualny powrót wywoływał wśród wielu zawodników. Podczas przerwy od koszykówki napisał książkę na temat bezpiecznego seksu, był aktywnym przedsiębiorcą, pracował dla NBC jako komentator, a także podróżował po Azji i Australii, występując w drużynie złożonej z byłych koszykarzy rozgrywek uniwersyteckich, a także NBA.
Johnson powrócił do NBA jako trener Lakers pod koniec sezonu 1993/1994 zastępując Randy’ego Pfunda. Po przegranych pięciu z sześciu meczów „Magic” ogłosił rezygnację po sezonie, decydując się na zakup 5% udziałów zespołu w czerwcu 1994. W następnym sezonie, w wieku 36 lat Johnson próbował po raz kolejny powrócić do NBA jako zawodnik Lakers. Grając na pozycji silnego skrzydłowego notował średnio 14,6 punktów, 6,9 asyst i 5,7 zbiórek na spotkanie w ostatnich 32 meczach sezonu. Po odpadnięciu przez Lakers z Houston Rockets w pierwszej rundzie play-off Johnson ostatecznie zakończył karierę w NBA.

## Poza boiskiem

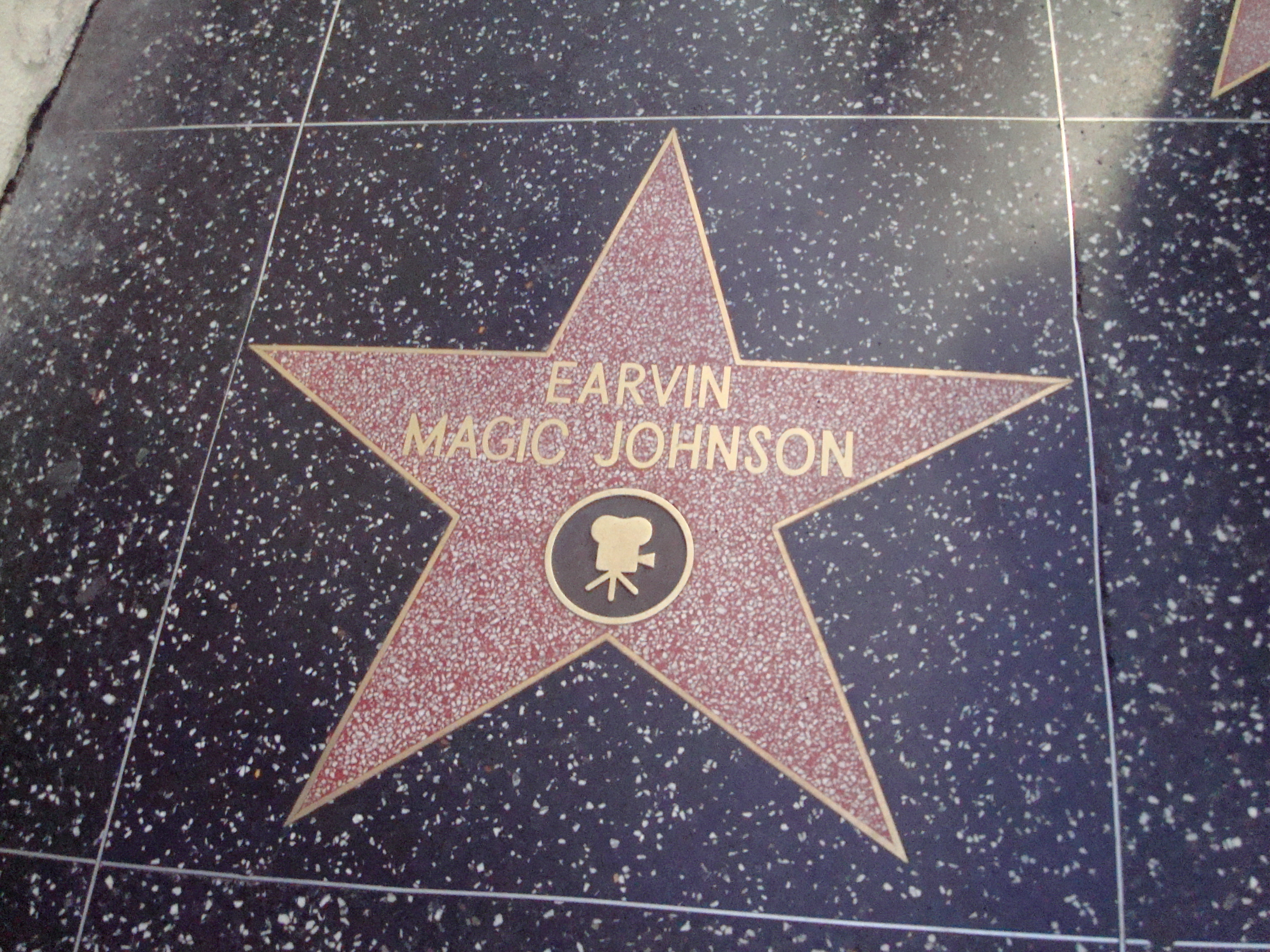
Gwiazda Magica Johnsona na Hollywood Walk of Fame

### Życie prywatne
Johnson po raz pierwszy został ojcem w 1981, gdy ze związku z Melissą Mitchell urodził się Andre Johnson. Chociaż Andre był wychowywany przez matkę, odwiedzał ojca każdego lata, a od października 2005 roku pracował dla Magic Johnson Enterprises, jako dyrektor ds. marketingu. W 1991 roku Johnson ożenił się z Earlithą „Cookie” Kelly, biorąc skromny ślub w Lansing, na którym obecni byli Isiah Thomas, Mark Aguirre i Herb Williams. „Magic” i Cookie mieli jednego syna, Earvina III, a także adoptowaną w 1995 roku córkę, Elisę.

### Kariera w mediach i biznesie
W 1998 Johnson był gospodarzem talk-show w telewizyjnej sieci Fox, zwanego The Magic Hour. Program przestał być nadawany po dwóch miesiącach z powodu niskiej oglądalności. Były koszykarz prowadzi firmę Magic Johnson Enterprises, wartą 700 milionów dolarów. Zależnymi jednostkami wchodzącymi w skład firmy są Magic Johnson Productions, zajmująca się promocją, Magic Johnson Theatres będąca ogólnokrajową siecią kin i studio filmowe Magic Johnson Entertaiment. Johnson zajmował się również przemówieniami motywującymi. Był ponadto komentatorem meczów NBA, pracującym dla telewizji TNT przez siedem lat, po czym został zatrudniony w 2008, jako jeden z analizujących koszykarskie spotkania w programie NBA Countdown, nadawanym w stacji ESPN. W 1994 Johnson stał się jednym z właścicieli Los Angeles Lakers. Pełnił także funkcję wiceprezesa klubu. Swoje udziały we własności Lakers sprzedał w październiku 2010 roku.

### Polityka
Johnson jest zwolennikiem Partii Demokratycznej. W 2006 publicznie poparł Phila Angelidesa, ubiegającego się o stanowisko gubernatora Kalifornii, a w 2007 roku wspierał Hillary Clinton, startującą w wyborach prezydenckich. W 2010 roku poparł ubiegającą się o reelekcję, Barbarę Boxer.

### Działalność charytatywna

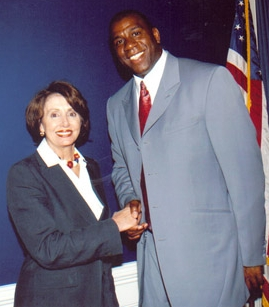
W 2003 Johnson spotkał się z Nancy Pelosi, aby przedyskutować kwestię pomocy federalnej dla osób chorych na AIDS.

Po ogłoszeniu zakażenia się HIV w listopadzie 1991, Johnson stworzył Magic Johnson Foundation, mającą pomagać w zwalczaniu HIV, chociaż później dodał fundacji także inne cele charytatywne. W 1992 roku wstąpił do narodowej komisji, zajmującej się walką z AIDS, jednak opuścił ją po ośmiu miesiącach, tłumacząc, że komisja nie robi wystarczająco dużo, aby zwalczać chorobę. Johnson był również głównym mówcą z ramienia ONZ podczas Światowego Dnia AIDS w 1999 roku i służył jako Posłaniec pokoju ONZ.
HIV występował wśród narkomanów i homoseksualistów, jednak kampania informacyjna Johnsona miała za zadanie wyjaśnić, że ryzyko zakażenia nie ogranicza się tylko do tych grup. Johnson twierdził, iż jego celem było edukowanie ludzi czym jest HIV, a także nawoływanie, by nie dyskryminować osób z HIV i AIDS. Johnson był później krytykowany przez społeczność osób chorych na AIDS za coraz mniejsze zaangażowanie w informowaniu opinii publicznej o rozprzestrzenianiu się choroby.
Aby zapobiec przekształceniu się HIV w AIDS, Johnson bierze codziennie leki. Reklamował leki firmy GlaxoSmithKline i współpracował z Abbott Laboratories, aby nagłośnić walkę z AIDS, prowadzoną w afroamerykańskiej społeczności.

## Charakterystyka gry i rekordy

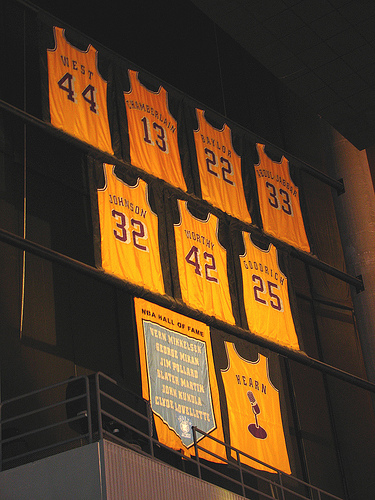
Numer 32, jaki nosił „Magic” Johnson został zastrzeżony przez Los Angeles Lakers w 1992 roku.

W 905 meczach NBA Johnson zdobył 17707 punktów, 6559 zbiórek i 10141 asyst, co przekłada się na średnie z całej kariery 19,5 punktów, 7,2 zbiórek i 11,2 asyst na mecz. Średnia asyst jest u „Magica” najwyższa w historii NBA. Dzieli też rekord asyst zdobytych w jednym meczu play-off (24). Jest rekordzistą pod względem zaliczonych asyst w spotkaniu w finałach NBA (21), a także zdobył najwięcej w historii asyst w meczach play-off (2346). Zdobył także najwięcej asyst w meczach gwiazd, notując ich 127. Johnson wprowadził do koszykówki styl gry, oparty na szybkim tempie akcji, zaskakujących podaniach i wsadach, zwany „showtime”. Kolega z drużyny Lakers, obrońca Michael Cooper wspominał, że choć nie wiadomo było często w jaki sposób Johnson poda piłkę, to jednak najczęściej lądowały one w rękach któregoś z zawodników drużyny z Los Angeles, którzy mogli skutecznie kończyć akcje. Wyjątkowość Johnsona polegała także na tym, że grał na pozycji rozgrywającego, mierząc 206 cm, mimo iż o takim wzroście byli raczej koszykarze na pozycjach podkoszowych. Johnson łączył wzrost silnego skrzydłowego, umiejętności swingmana i panowanie nad piłką charakteryzujące obrońców, co uczyniło go jednym z najczęstszych zdobywców triple-double (138) w historii NBA, ustępując miejsca jedynie Oscarowi Robertsonowi (181).

## Osiągnięcia

### NCAA
- Mistrz:
  - NCAA (1979)[91]
  - sezonu regularnego konferencji Big Ten (1978, 1979)
- Uczestnik NCAA Elite Eight (1978, 1979)
- Most Outstanding Player (MOP=MVP) turnieju NCAA (1979)[92]
- Wybrany do:
  - I składu:
    - All-American (1979)[93]
    - turnieju NCAA (1979)[94]

  - Akademickiej Galerii Sław Koszykówki (2006)[95]

### NBA
- 5-krotny mistrz NBA (1980, 1982, 1985, 1987–1988)[96]
- 4-krotny wicemistrz NBA (1983–1984, 1989, 1991)[96]
- MVP:
  - sezonu NBA (1987, 1989, 1990)[97]
  - finałów NBA (1980, 1982, 1987)[96]
  - meczu gwiazd NBA (1990, 1992)[98]
  - miesiąca NBA (październik 1980, listopad 1983, grudzień 1986, luty 1985, 1990, marzec 1987)[99]
- 12-krotny uczestnik meczu gwiazd NBA (1980, 1982–1992)
- Wybrany do:
  - I składu:
    - NBA (1983–1991)[100]
    - debiutantów NBA (1980)[101]

  - II składu NBA (1982)[100]
  - grona 50 Najlepszych Zawodników w Historii NBA (NBA’s 50th Anniversary All-Time Team – 1996)[102]
  - składu najlepszych zawodników w historii NBA, wybranego z okazji obchodów 75-lecia istnienia ligi (2021)[103]
- Laureat:
  - NBA IBM Award (1984)[104]
  - J. Walter Kennedy Citizenship Award (1992)[105]
  - Lifetime Achievement Award (2019)[106]
- Zwycięzca konkursu Shooting Stars podczas NBA All-Star Weekend (2004)[107]
- Lider NBA w:
  - asystach (1983–1984, 1986–1987)[108]
  - przechwytach (1981–1982)[109]
  - skuteczności rzutów wolnych (1989)[110]
  - średniej asyst na mecz w trakcie całej kariery w lidze (11,19)[111]
  - play-off w:
    - liczbie celnych rzutów:
      - wolnych (1991)[112]
      - za 3 punkty (1991)[113]

    - średniej:
      - asyst (1980, 1984–1986)[114]
      - przechwytów (1980, 1982)[115]
- Klub Lakers zastrzegł należący do niego w numer 32[116]

### Reprezentacja
- Mistrz:
  - olimpijski (1992)[117]
  - Ameryki (1992)[118]
  - turnieju World Invitational (1978)[119]
- Srebrny medalista Pucharu Juri Gagarina (1978)[119]
- Wybrany do Koszykarskiej Galerii Sław jako członek drużyny olimpijskiej z 1992 roku (Naismith Memorial Basketball Hall Of Fame – 2010)[120]

### Inne
- Mistrz turnieju McDonald’s Open (Paryż – 1991)[121]
- MVP turnieju McDonald’s Open (1991)[121]
- Zaliczony do:
  - I składu turnieju McDonalda (1991)[121]
  - Koszykarskiej Galerii Sław (Naismith Memorial Basketball Hall Of Fame – 2002)[122]

## Odznaczenia
- Prezydencki Medal Wolności – 2025[123][124][125]

## Statystyki

### Statystyki zawodnicze
Na podstawie Basketball-Reference.com (ang.)

#### Sezon regularny
| Sezon   | Drużyna     | M   | S5  | MPG  | FG%   | 3P%   | FT%   | RPG | APG  | SPG | BPG | PPG  |
| ------- | ----------- | --- | --- | ---- | ----- | ----- | ----- | --- | ---- | --- | --- | ---- |
| 1979/80 | L.A. Lakers | 77  | 72  | 36.3 | 53.0% | 22.6% | 81.0% | 7.7 | 7.3  | 2.4 | 0.5 | 18.0 |
| 1980/81 | L.A. Lakers | 37  | 35  | 37.1 | 53.2% | 17.6% | 76.0% | 8.6 | 8.6  | 3.4 | 0.7 | 21.6 |
| 1981/82 | L.A. Lakers | 78  | 77  | 38.3 | 53.7% | 20.7% | 76.0% | 9.6 | 9.5  | 2.7 | 0.4 | 18.6 |
| 1982/83 | L.A. Lakers | 78  | 79  | 36.8 | 54.8% | 0%    | 80.0% | 8.6 | 10.5 | 2.2 | 0.6 | 16.8 |
| 1983/84 | L.A. Lakers | 67  | 66  | 38.3 | 56.5% | 20.7% | 81.0% | 7.3 | 13.1 | 2.2 | 0.7 | 17.6 |
| 1984/85 | L.A. Lakers | 77  | 77  | 36.1 | 56.1% | 18.9% | 84.3% | 6.2 | 12.6 | 1.5 | 0.3 | 18.3 |
| 1985/86 | L.A. Lakers | 72  | 70  | 35.8 | 52.6% | 23.3% | 87.1% | 5.9 | 12.6 | 1.6 | 0.2 | 18.8 |
| 1986/87 | L.A. Lakers | 80  | 80  | 36.3 | 52.2% | 20.5% | 84.8% | 6.3 | 12.2 | 1.7 | 0.4 | 23.9 |
| 1987/88 | L.A. Lakers | 72  | 70  | 36.6 | 49.2% | 19.6% | 85.3% | 6.2 | 11.9 | 1.6 | 0.2 | 19.6 |
| 1988/89 | L.A. Lakers | 77  | 77  | 37.5 | 50.9% | 31.4% | 91.1% | 7.9 | 12.8 | 1.8 | 0.3 | 22.5 |
| 1989/90 | L.A. Lakers | 79  | 79  | 37.2 | 48.0% | 38.4% | 89.0% | 6.6 | 11.5 | 1.7 | 0.4 | 22.3 |
| 1990/91 | L.A. Lakers | 79  | 79  | 37.1 | 47.7% | 32.0% | 90.6% | 7.0 | 12.5 | 1.3 | 0.2 | 19.4 |
| 1995/96 | L.A. Lakers | 32  | 9   | 29.9 | 46.6% | 37.9% | 85.6% | 5.7 | 6.9  | 0.8 | 0.4 | 14.6 |
| Razem   |             | 906 | 870 | 36.7 | 52.0% | 30.3% | 84.8% | 7.2 | 11.2 | 1.9 | 0.4 | 19.5 |
|         | All-Star    | 11  | 10  | 30.1 | 48.9% | 47.6% | 90.5% | 5.2 | 11.5 | 1.9 | 0.6 | 16.0 |

#### Play-offy
| Sezon | Drużyna     | M   | S5  | MPG  | FG%   | 3P%   | FT%   | RPG  | APG  | SPG | BPG | PPG  |
| ----- | ----------- | --- | --- | ---- | ----- | ----- | ----- | ---- | ---- | --- | --- | ---- |
| 1980  | L.A. Lakers | 16  | 16  | 41.1 | 51.8% | 25.0% | 80.2% | 10.5 | 9.4  | 3.1 | 0.4 | 18.3 |
| 1981  | L.A. Lakers | 3   | 3   | 42.3 | 38.8% | 0%    | 65.0% | 13.7 | 7.0  | 2.7 | 1.0 | 17.0 |
| 1982  | L.A. Lakers | 14  | 14  | 40.1 | 52.9% | 0%    | 82.8% | 11.3 | 9.3  | 2.9 | 0.2 | 17.4 |
| 1983  | L.A. Lakers | 15  | 15  | 42.9 | 48.5% | 0%    | 84.0% | 8.5  | 12.8 | 2.3 | 0.8 | 17.9 |
| 1984  | L.A. Lakers | 21  | 21  | 39.9 | 55.1% | 0%    | 80.0% | 6.6  | 13.5 | 2.0 | 1.0 | 18.2 |
| 1985  | L.A. Lakers | 19  | 19  | 36.2 | 51.3% | 14.3% | 84.7% | 7.1  | 15.2 | 1.7 | 0.2 | 17.5 |
| 1986  | L.A. Lakers | 14  | 14  | 38.6 | 53.7% | 0%    | 76.6% | 7.1  | 15.1 | 1.9 | 0.1 | 21.6 |
| 1987  | L.A. Lakers | 18  | 18  | 37.0 | 53.9% | 20.0% | 83.1% | 7.7  | 12.2 | 1.7 | 0.4 | 21.8 |
| 1988  | L.A. Lakers | 24  | 24  | 40.2 | 51.4% | 50.0% | 85.2% | 5.4  | 12.6 | 1.4 | 0.2 | 19.9 |
| 1989  | L.A. Lakers | 14  | 14  | 37.0 | 48.9% | 28.6% | 90.7% | 5.9  | 11.8 | 1.9 | 0.2 | 18.4 |
| 1990  | L.A. Lakers | 9   | 9   | 41.8 | 49.0% | 20.0% | 88.6% | 6.3  | 12.8 | 1.2 | 0.1 | 25.2 |
| 1991  | L.A. Lakers | 19  | 19  | 43.3 | 44.0% | 29.6% | 88.2% | 8.1  | 12.6 | 1.2 | 0   | 21.8 |
| 1996  | L.A. Lakers | 4   | 0   | 33.8 | 38.5% | 33.3% | 84.8% | 8.5  | 6.5  | 0   | 0   | 15.3 |
| Razem |             | 190 | 186 | 39.7 | 50.6% | 24.1% | 83.8% | 7.7  | 12.3 | 1.9 | 0.3 | 19.5 |

### Statystyki trenerskie
Na podstawie Basketball-Reference.com (ang.)
| Zespół      | Sezon   | M  | Z | P  | Z-P% | Miejsce                      | MP | ZP | PP | PZ-P% | Wynik |
| ----------- | ------- | -- | - | -- | ---- | ---------------------------- | -- | -- | -- | ----- | ----- |
| L.A. Lakers | 1993/94 | 16 | 5 | 11 | 31.3 | Zrezygnował w trakcie sezonu |    |    |    |       |       |
| Kariera     |         | 16 | 5 | 11 | 31.3 |                              | 0  | 0  | 0  |       |       |

## Rywalizacja z Larrym Birdem
Johnson i Larry Bird po raz pierwszy spotkali się jako boiskowi rywale w 1979 roku, gdy drużyna uniwersytecka Michigan pokonała w finale rozgrywek o mistrzostwo NCAA zespół z Indiany, w którym grał Bird. Rywalizacja była kontynuowana w NBA i osiągnęła punkt kulminacyjny, gdy zespoły z Bostonu i Los Angeles spotkały się w finałach trzykrotnie pomiędzy 1984 i 1987 rokiem. Johnson zapewniał, że dla niego sezon zasadniczy składał się z 80 normalnych gier i 2 wyjątkowych z Celtics. Także Bird stwierdzał, że pierwszą rzeczą, jaką sprawdzał rano były statystyki „Magica”.
Niektórzy dziennikarze przypuszczali, że rywalizacja Johnson–Bird była atrakcyjna, ponieważ obaj zawodnicy byli zdecydowanymi przeciwieństwami. Różnił ich styl gry, jak i kolor skóry. Przed wejściem Johnsona i Birda do NBA, liga znajdowała się w kryzysie. Duże znaczenie rywalizacji obu koszykarzy wynikało także z faktu, że między innymi dzięki nim liga NBA ponownie zyskała zainteresowanie ludzi i telewizji. Dziennikarz sportowy, Larry Schwartz uważał nawet, iż rywalizacja między Birdem a Johnsonem uratowała NBA od bankructwa.
Pomimo konfrontacji na boisku, Johnson i Bird zaprzyjaźnili się podczas kręcenia reklamy butów w 1984 roku dla firmy Converse, w której zostali przedstawieni jako wrogowie. Johnson brał udział w ceremonii zakończenia kariery przez Birda w 1992 roku. Bird włączył formalnie Johnsona do Basketball Hall of Fame.

## Książki
- Magic (1983)
- Magic's Touch (Magiczny Dotyk) (1989)
- Conversation with Magis: Magic talks to kids about HIV and AIDS (1992)
- Jak możesz uniknąć AIDS (What you can do to avoid AIDS 1992, wyd. pol. W.A.B. 1992).
- Moje życie (My Life 1992, wyd. pol. Atlantis 1993 r.)